# Gwyn Staley 400 1962
Gwyn Staley 400 1962, även Gwyn Staley memorial 400, var ett stockcarlopp ingående i  Nascar Grand National Series (nuvarande Nascar Cup Series) som kördes 15 april 1962 på den 0,625 mile (1,005 km) långa ovalbanan North Wilkesboro Speedway i North Wilkesboro, North Carolina. Totalt avverkades 250 miles (402,336 km) fördelat på 400 varv. Banunderlaget var asfalt. Loppet vanns av Richard Petty i en Plymouth på tiden 2:57.01 körandes för Petty Enterprises. Pettys snitthastighet var 84.737 mph. Det var Pettys 6:e vinst av totalt 200 i karriären. Prispotten uppgick till 12 525 dollar, varav 2 725 dollar gick till segraren. Loppet är uppkallat efter stockcarföraren Gwyn Staley som förolyckades på Atlantic Rural Fairgrounds (nuvarande Richmond Raceway) 23 mars 1958 i ett lopp ingående i Nascar Convertible Division.

## Resultat
| Plc     | Nr | Förare           | Team/ bilägare        | Konstruktör | Start | Varv | Ledda varv |
| ------- | -- | ---------------- | --------------------- | ----------- | ----- | ---- | ---------- |
| 1       | 43 | Richard Petty    | Petty Enterprises     | Plymouth    | 15    | 400  | 142        |
| 2       | 28 | Fred Lorenzen    | Holman Moody          | Ford        | 6     | 400  | 0          |
| 3       | 27 | Junior Johnson   | Rex Lovette           | Pontiac     | 1     | 399  | 19         |
| 4       | 22 | Fireball Roberts | Matthews Racing       | Pontiac     | 4     | 398  | 95         |
| 5       | 90 | Darel Dieringer  | Bob Osiecki           | Dodge       | 17    | 396  | 0          |
| 6       | 87 | Buck Baker       | Buck Baker Racing     | Chrysler    | 21    | 395  | 0          |
| 7       | 66 | Larry Frank      | Ratus Walters         | Ford        | 20    | 391  | 0          |
| 8       | 8  | Joe Weatherly    | Bud Moore Engineering | Pontiac     | 2     | 389  | 90         |
| 9       | 47 | Jack Smith       | Jack Smith            | Pontiac     | 13    | 387  | 0          |
| 10      | 24 | Billy Wade       | James Turner          | Pontiac     | 3     | 382  | 0          |
| 11      | 48 | G.C. Spencer     | GC Spencer Racing     | Chevrolet   | 18    | 382  | 0          |
| 12      | 60 | Tom Cox          | Ray Herlocker         | Plymouth    | 28    | 381  | 0          |
| 13      | 30 | J.C. Hendrix     | Fred Clark            | Chevrolet   | 19    | 379  | 0          |
| 14      | 91 | Herb Thomas      | Stoney Johnson        | Chevrolet   | 23    | 377  | 0          |
| 15      | 36 | Larry Thomas     | Wade Younts           | Dodge       | 16    | 373  | 0          |
| 16      | 72 | Bobby Johns      | Shorty Johns          | Pontiac     | 11    | 370  | 0          |
| 17      | 95 | Jim Cushman      | Jack Russell          | Plymouth    | 30    | 370  | 0          |
| 18      | 85 | Tommy Irwin      | Monroe Shook          | Chevrolet   | 7     | 365  | 0          |
| 19      | 62 | Curtis Crider    | Curtis Crider         | Mercury     | 33    | 362  | 0          |
| 20      | 19 | Herman Beam      | Herman Beam           | Ford        | 27    | 360  | 0          |
| 21      | 92 | Gerald Duke      | Don Harrison          | Ford        | 26    | 356  | 0          |
| 22      | 1  | George Green     | Jess Potter           | Chevrolet   | 35    | 353  | 0          |
| 23      | 51 | Bob Cooper       | Bob Cooper            | Plymouth    | 32    | 349  | 0          |
| 24      | 11 | Ned Jarrett      | B.G. Holloway         | Chevrolet   | 14    | 318  | 54         |
| 25      | 29 | Nelson Stacy     | Holman Moody          | Ford        | 8     | 289  | 0          |
| 26      | 2  | Jim Paschal      | Cliff Stewart Racing  | Pontiac     | 24    | 281  | 0          |
| 27      | 34 | Wendell Scott    | Scott Racing          | Chevrolet   | 25    | 240  | 0          |
| 28      | 54 | Jimmy Pardue     | Jimmy Pardue          | Pontiac     | 5     | 198  | 0          |
| 29      | 79 | Johnny Nave      | Robert Ramey          | Ford        | 31    | 169  | 0          |
| 30      | 6  | Cotton Owens     | Owens Racing          | Pontiac     | 9     | 163  | 0          |
| 31      | 4  | Rex White        | Rex White             | Chevrolet   | 12    | 162  | 0          |
| 32      | 21 | Marvin Panch     | Wood Brothers Racing  | Ford        | 10    | 140  | 0          |
| 33      | 44 | David Pearson    | Julian Petty          | Pontiac     | 22    | 90   | 0          |
| 34      | 23 | Doug Yates       | Raeford Johnson       | Plymouth    | 29    | 23   | 0          |
| 35      | 50 | Bobby Waddell    | Bobby Waddell         | Dodge       | 34    | 6    | 0          |
| Källor: |    |                  |                       |             |       |      |            |